# Přemysl Sobotka
Přemysl Sobotka (* 18. května 1944 Mladá Boleslav) je český politik a lékař, člen ODS. V letech 1996 až 2016 byl senátorem. V letech 2004 až 2010 zastával post předsedy Senátu Parlamentu České republiky, od listopadu 2010 do října 2016 byl jeho místopředsedou. Byl také prezidentským kandidátem ODS ve volbách v roce 2013, mezi lety 2016 a 2020 byl na závěr své politické kariéry zastupitelem a náměstkem hejtmana Libereckého kraje.

## Životopis
Narodil se v roce 1944 v Mladé Boleslavi, ale od roku 1945 žil v Liberci, kde také studoval gymnázium. Po vystudování medicíny na pražské Karlově univerzitě pracoval v nemocnici v Liberci na chirurgickém oddělení. V den invaze vojsk Varšavské smlouvy do Československa 21. srpna 1968 absolvoval svou první směnu jako chirurg v nemocnici, kam toho dne přivezli přes 50 lidí raněných na libereckém náměstí. Později přestoupil na rentgenologické oddělení, od roku 1991 působil jako primář. V letech 1990 a 1996 působil ve vedení nemocnice. Je ateistou.

### Politická kariéra
Před rokem 1989 nebyl členem žádné politické strany, nicméně dva roky studoval VUML – Večerní univerzitu marxismu-leninismu. Jako důvod uvádí, že bez toho nemohl profesně růst jako lékař a považoval to za „přijatelnější alternativu než členství v KSČ“, které odmítal. V rozhovoru pro Parlamentní listy v červnu 2012 uvedl také další příklady své drobné „kolaborace“ s režimem, například členství v ROH, které sice bylo povinné, ale kariérní funkce důvěrníka již ne. Od roku 1989 vystupuje jako antikomunista. Během sametové revoluce stál se skupinou svých kolegů u založení Občanského fóra v Liberci, v roce 1991 se podílel na vzniku liberecké ODS. Mezi lety 1990 a 1996 působil jako liberecký radní. Ve volbách v roce 1996 byl poprvé v obvodu Liberec (č. 34) za Občanskou demokratickou stranu zvolen do Senátu Parlamentu České republiky, poté co se ve druhém kole utkal se sociálním demokratem PhDr. Františkem Sokolem a získal 56,31 % hlasů. V Senátu zastával funkci místopředsedy. O dva roky později obhájil senátorské křeslo, když ve druhém kole voleb porazil doc. RNDr. Václava Pecinu, CSc. (ČSSD), a zůstal i místopředsedou Senátu.
Po neúspěchu ODS ve sněmovních volbách v roce 2002 kritizoval představitele strany v čele s Václavem Klausem, že nevyvodili za prohru osobní odpovědnost, sám odstoupil z výkonné rady a navrhl svolání mimořádného kongresu. V roce 2004 znovu obhájil svůj mandát senátora poté, co ziskem 72,54 % hlasů v druhém kole voleb porazil JUDr. Josefa Vondrušku, kandidáta KSČM. Od 15. prosince 2004 vykonával funkci předsedy Senátu. V roce 2010 se o něm začalo mluvit jako o možném kandidátovi na post prezidenta České republiky v roce 2013. Sobotka s kandidaturou souhlasil v případě, že od své strany získá silný mandát, vyslovil se také pro přímou volbu. V témže roce kritizoval Mirka Topolánka za styl jeho vystupování a vyzval ho k odchodu. Topolánek Sobotku obvinil ze spiknutí, což Sobotku přimělo k opuštění grémia. Kauza vedla k odchodu Topolánka z pozice volebního lídra ODS na výzvu výkonné rady. Ve volbách v roce 2010 svůj mandát senátora obhájil, ve druhém kole voleb porazil s 54,06 % hlasů libereckého hejtmana Stanislava Eichlera (ČSSD).
Svou prezidentskou kandidaturu oznámil v roce 2011 a protože ve vnitrostranických primárkách zvítězil nad Evženem Tošenovským, stal se tak kandidátem ODS na úřad prezidenta republiky. V prvním kole prezidentské volby získal 2,46 % hlasů a skončil tak na předposledním místě. V reakci na předchozí neúspěšné volby pro ODS se rozhodl v lednových volbách 2014 na post předsedy krajské organizace ODS nekandidovat, vystřídal jej Dan Ramzer. Sobotka vyslovil odhodlání zůstat příští tři roky v Senátu ČR. Dne 19. listopadu 2014 byl opět zvolen místopředsedou Senátu PČR, když získal 71 hlasů ze 79 možných hlasů. O dva dny později byl na poradě vedení Senátu PČR zvolen jeho 1. místopředsedou jakožto představitel druhého nejsilnějšího klubu.
Ve volbách do Senátu PČR v roce 2016 se rozhodl svůj mandát již neobhajovat. V souběžných krajských volbách byl však za ODS zvolen zastupitelem Libereckého kraje. Původně byl na kandidátce na 10. místě, vlivem preferenčních hlasů ale skončil třetí. Dne 22. listopadu 2016 byl zvolen náměstkem hejtmana pro oblast zdravotnictví. Ve volbách v roce 2020 již nekandidoval. Tím pádem skončil i v pozici náměstka hejtmana.

## Rodina
Jeho otec Zdeněk Sobotka reprezentoval Československo na letních olympijských hrách v Berlíně v roce 1936 ve skoku vysokém. Přemysl Sobotka je podruhé ženatý, má dvě dcery z prvního manželství a nevlastního syna.